# Revelation (álbum de Man)
Revelation es el primer álbum de estudio de la banda galesa de rock Man, publicado en enero de 1969. 

## Recepción de la crítica
Paul Collins, escribiendo para AllMusic, comentó: “Una explosión del pasado psicodélico de Man, este debut muestra a la banda haciendo un debut auspicioso con una guitarra de rock empapada de Hammond”, añadiendo que “no todos los experimentos funcionan en este álbum, pero cuando Man lo hace bien, lo hace muy bien”.

## Lista de canciones
| Lado uno |                                   |                                           |          |  |
| N.º      | Título                            | Escritor(es)                              | Duración |  |
| 1.       | «And in the Beginning...»         | Roger Leonard                             | 4:22     |  |
| 2.       | «Sudden Life»                     | Leonard Clive John                        | 4:41     |  |
| 3.       | «Empty Room»                      | John Ray Williams                         | 3:44     |  |
| 4.       | «Puella! Puella! (Woman! Woman!)» | Mike Jones                                | 3:34     |  |
| 5.       | «Love»                            | Leonard                                   | 2:52     |  |
| 6.       | «Erotica»                         | Leonard John M. Jones Jeff Jones Williams | 4:08     |  |

| Lado dos |                                                    |                                        |          |  |
| N.º      | Título                                             | Escritor(es)                           | Duración |  |
| 1.       | «Blind Man»                                        | Leonard                                | 4:17     |  |
| 2.       | «And Castles Rise in Children's Eyes»              | M. Jones                               | 3:22     |  |
| 3.       | «Don't Just Stand There (Come in Out of the Rain)» | M. Jones                               | 4:15     |  |
| 4.       | «The Missing Pieces»                               | Leonard John Martin Ace Clive Reynolds | 1:56     |  |
| 5.       | «The Future Hides Its Face»                        | Leonard                                | 5:26     |  |

## Créditos
Créditos adaptados desde las notas de álbum.
Man
- Mike “Micky” Jones – guitarra líder, voces
- Deke Leonard (acreditado como Roger Leonard) – guitarra, arpa, piano, percusión, voces
- Clive John – órgano, piano, guitarra, voces
- Jeff Jones – batería, percusión
- Ray Williams – guitarra bajo

Personal técnico
- John Schroeder – productor, supervisión
- Alan Florence – ingeniero de audio
- Malcolm Eade – efectos de sonido